# Kraljevo Royal Crowns
I Kraljevo Royal Crowns sono una squadra di football americano di Kraljevo, in Serbia; fondati nel 2004, hanno vinto una Balkan American Football League e un titolo di Arena League.

## Dettaglio stagioni

### Amichevoli
| Stagione | Vin | Par | Per | Tot | PF | PS | avversaria  |
| -------- | --- | --- | --- | --- | -- | -- | ----------- |
| 2011     | 1   | 0   | 0   | 1   | 46 | 0  | Sofia Bears |
| 2015     | 1   | 0   | 0   | 1   | 32 | 22 | Sofia Bears |
| Totale   | 2   | 0   | 0   | 2   | 78 | 22 |             |

### Tornei nazionali

#### Campionato

##### Superliga
| Stagione | regular season | regular season | regular season | regular season | regular season | regular season | playoff | playoff | playoff | playoff | playoff | playoff               | playoff               |
|          | Vin            | Par            | Per            | Tot            | PF             | PS             | Vin     | Per     | Tot     | PF      | PS      | risultato             | avversaria            |
| -------- | -------------- | -------------- | -------------- | -------------- | -------------- | -------------- | ------- | ------- | ------- | ------- | ------- | --------------------- | --------------------- |
| 2011     | 6              | 0              | 0              | 6              | 311            | 51             | 1       | 1       | 2       | 45      | 55      | Secondo turno playoff | Čačak Angel Warriors  |
| 2012     | 5              | 0              | 2              | 7              | 197            | 154            | 0       | 1       | 1       | 0       | 56      | Semifinale            | Kragujevac Wild Boars |
| 2013     | 2              | 0              | 5              | 7              | 80             | 207            | -       | -       | -       | -       | -       | Retrocessi            | -                     |
| Totale   | 13             | 0              | 7              | 20             | 588            | 412            | 1       | 2       | 3       | 45      | 111     |                       |                       |

Fonti: Enciclopedia del Football - A cura di Roberto Mezzetti

##### Prva Liga (secondo livello)/Druga Liga
| Stagione | regular season | regular season | regular season | regular season | regular season | regular season | playoff | playoff | playoff | playoff | playoff | playoff      | playoff             |
|          | Vin            | Par            | Per            | Tot            | PF             | PS             | Vin     | Per     | Tot     | PF      | PS      | risultato    | avversaria          |
| -------- | -------------- | -------------- | -------------- | -------------- | -------------- | -------------- | ------- | ------- | ------- | ------- | ------- | ------------ | ------------------- |
| 2014     | 4              | 0              | 1              | 5              | 151            | 82             | 0       | 1       | 1       | 8       | 41      | Non promossi | Sirmium Legionaries |
| 2018     | 2              | 0              | 3              | 5              | 60             | 65             | -       | -       | -       | -       | -       | -            | -                   |
| 2022     | 0              | 0              | 3              | 3              | 6              | 73             | -       | -       | -       | -       | -       | -            | -                   |
| Totale   | 6              | 0              | 7              | 13             | 217            | 220            | 0       | 1       | 1       | 8       | 41      |              |                     |

Fonti: Enciclopedia del Football - A cura di Roberto Mezzetti

##### Treća Liga
| Stagione | regular season | regular season | regular season | regular season | regular season | regular season | playoff | playoff | playoff | playoff | playoff | playoff             | playoff            |
|          | Vin            | Par            | Per            | Tot            | PF             | PS             | Vin     | Per     | Tot     | PF      | PS      | risultato           | avversaria         |
| -------- | -------------- | -------------- | -------------- | -------------- | -------------- | -------------- | ------- | ------- | ------- | ------- | ------- | ------------------- | ------------------ |
| 2016     | 1              | 0              | 2              | 3              | 30             | 22             | 0       | 1       | 1       | 20      | 30      | Quarti di finale    | Klek Knights       |
| 2017     | 3              | 0              | 0              | 3              | 52             | 0              | 2       | 2       | 4       | 44      | 49      | Finale/Non promossi | Novi Sad Wild Dogs |
| Totale   | 4              | 0              | 2              | 6              | 82             | 22             | 2       | 3       | 5       | 64      | 79      |                     |                    |

Fonti: Enciclopedia del Football - A cura di Roberto Mezzetti

##### Arena Liga
| Stagione | regular season | regular season | regular season | regular season | regular season | regular season | playoff | playoff | playoff | playoff | playoff | playoff   | playoff    |
|          | Vin            | Par            | Per            | Tot            | PF             | PS             | Vin     | Per     | Tot     | PF      | PS      | risultato | avversaria |
| -------- | -------------- | -------------- | -------------- | -------------- | -------------- | -------------- | ------- | ------- | ------- | ------- | ------- | --------- | ---------- |
| 2019     | 1              | 0              | 1              | 2              | 31             | 28             | 2       | 0       | 0       | 51      | 4       | Campioni  | [ 1 ]      |
| Totale   | 1              | 0              | 1              | 2              | 31             | 28             | 2       | 0       | 0       | 51      | 4       |           |            |

Fonti: Enciclopedia del Football - A cura di Roberto Mezzetti

### Tornei internazionali

#### EFAF Challenge Cup
| Stagione | regular season | regular season | regular season | regular season | regular season | regular season | playoff | playoff | playoff | playoff | playoff | playoff   | playoff    |
|          | Vin            | Par            | Per            | Tot            | PF             | PS             | Vin     | Per     | Tot     | PF      | PS      | risultato | avversaria |
| -------- | -------------- | -------------- | -------------- | -------------- | -------------- | -------------- | ------- | ------- | ------- | ------- | ------- | --------- | ---------- |
| 2010     | 1              | 0              | 1              | 2              | 35             | 32             | -       | -       | -       | -       | -       | -         | -          |
| Totale   | 1              | 0              | 1              | 2              | 35             | 32             | -       | -       | -       | -       | -       |           |            |

Fonti: Enciclopedia del Football - A cura di Roberto Mezzetti

#### Balkan American Football League
| Stagione | regular season | regular season | regular season | regular season | regular season | regular season | playoff | playoff | playoff | playoff | playoff | playoff   | playoff    |
|          | Vin            | Par            | Per            | Tot            | PF             | PS             | Vin     | Per     | Tot     | PF      | PS      | risultato | avversaria |
| -------- | -------------- | -------------- | -------------- | -------------- | -------------- | -------------- | ------- | ------- | ------- | ------- | ------- | --------- | ---------- |
| 2013     | 1              | 0              | 1              | 2              | 55             | 27             | -       | -       | -       | -       | -       | Campioni  | -          |
| 2014     | 1              | 0              | 1              | 2              | 21             | 43             | -       | -       | -       | -       | -       | -         | -          |
| Totale   | 1              | 0              | 1              | 2              | 76             | 70             | -       | -       | -       | -       | -       |           |            |

Fonti: Enciclopedia del Football - A cura di Roberto Mezzetti

### Riepilogo fasi finali disputate
| Anno           | Luogo             | Evento     | Fase del torneo       | Incontro                                      | Risultato |
| 26 giugno 2011 |                   | Superliga  | Secondo turno playoff | Čačak Angel Warriors - Kraljevo Royal Crowns  | 43 - 10   |
| 23 giugno 2012 |                   | Superliga  | Semifinale            | Kragujevac Wild Boars - Kraljevo Royal Crowns | 56 - 0    |
| 22 giugno 2014 | Sremska Mitrovica | Prva Liga  | Spareggio promozione  | Sirmium Legionaries - Kraljevo Royal Crowns   | 41 - 8    |
| 3 luglio 2016  | Zrenjanin         | Treća Liga | Quarti di finale      | Klek Knights - Kraljevo Royal Crowns          | 30 - 20   |
| 18 giugno 2017 |                   | Treća Liga | Finale                | Klek Knights - Kraljevo Royal Crowns          | 20 - 5    |

## Palmarès
- 1 Balkan American Football League (2013)
- 2 Fleg Liga (2007, 2014)
- 1 Arena League Srbija (2019)
- 1 Fleg Liga Petlića (2017)